# Cunas
Cunas es un pequeño pueblo situado en la comarca de la Cabrera, en la provincia de León (España).

## Localización
El pueblo se asienta escalonado a media ladera a 1185 metros en una zona eminentemente montañosa, rodeada por las sierras del Teleno al norte, la de la Cabrera al sur, Peña de Forna al oeste. Todo el término se halla recorrido de oeste a este por el curso alto del río Eria al que vierten sus aguas los ríos Iruela y Truchillas así como gran número de arroyos (Nazre, Prados) que discurren por valles encajados salvando fuertes desniveles
Así describía Pascual Madoz, en la primera mitad del siglo XIX, a Cunas en el tomo VII del Diccionario geográfico-estadístico-histórico de España y sus posesiones de Ultramar:

Lugar en la provincia de León, partido judicial y diócesis de Astorga, audiencia territorial y capitanía general de Valladolid, ayuntamiento de Truchas. Situado en una ladera, circundado de montes; algo resguardado de los vientos; con clima sano, pues no se padecen más que algunas fiebres y dolores de costado. Tiene iglesia parroquial (Santa María), servida por un cura de libre provisión. Confina Norte y Oeste una cordillera de montes; Este Pozos, y Sur Quintanilla de Yuso. El terreno participa de monte y llano, es de mediana calidad y produce  centeno, lino, patatas, algunas legumbres y pastos; cría ganados y caza varios animales. Población: 44 vecinos, 319 almas. Contribución con el ayuntamiento.
Pascual Madoz.

## Historia

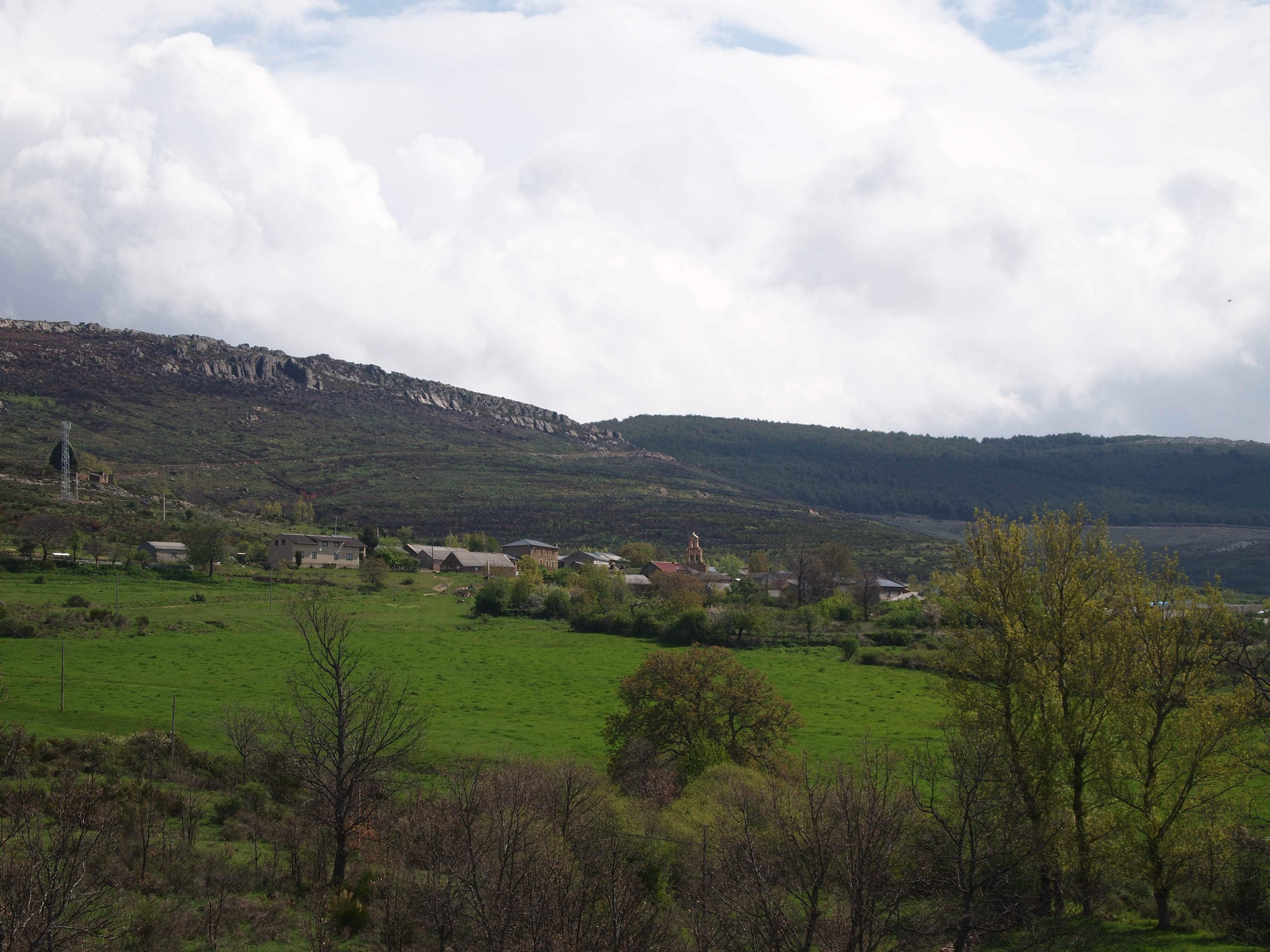
Vista de Cunas

Según diversas investigaciones Cunas es el pueblo más antiguo de la cabrera Alta, habiéndose localizado restos de castros prerrománicos en el paraje del Castriello situado al Noreste del núcleo poblacional. También se han encontrado referencias y documentos sobre templarios que estuvieron asentados en el antiguo cementerio de Cunas situado al norte del núcleo. Se han encontrado diversas inscripciones de cruces templarias así como diferentes restos sin identificar que datan claramente la presencia de los templarios en el pueblo de Cunas. Se rumorea que existe un tesoro de incalculable valor en algún lugar del pueblo. La localización de este tesoro se encontraba según las gacetas de registro de Valladolid cerca del entorno del Castriello, donde ha habido diversas excavacioens arqueológicas pero no se ha encontrado el tesoro.[cita requerida]
La fiesta del pueblo es el 15 de agosto, dedicada a Nuestra Señora de la Asunción. Es costumbre la procesión en la que se saca a la virgen de la Asunción para la devoción de todo el pueblo. Asimismo, en los últimos años la juventud tiene la costumbre de hacer la ya asentada ronda posterior a la fiesta patronal. Esta ronda consiste en la reunión de todas las bebidas sobrantes de la verbena en un caldero junto con diversas bebidas carbónicas. Este "Botellón" es consumido por la juventud del pueblo a altas horas de la madrugada mientras se va haciendo ruido con cacharroas, petardos, gaitas y demás instrumentos de aire para despertar a la población y armar juerga.
Debido a la pobreza endémica de los años 60/70 del franquismo, la población de Cunas tuvo que emigrar a diferentes comunidades de España, entre ellas Cataluña, Austurias, Andalucía, País Vasco o Madrid, e incluso al extranjero, especialmente a Alemania, Suiza, Argentina y Canadá.

## Restos arqueológicos

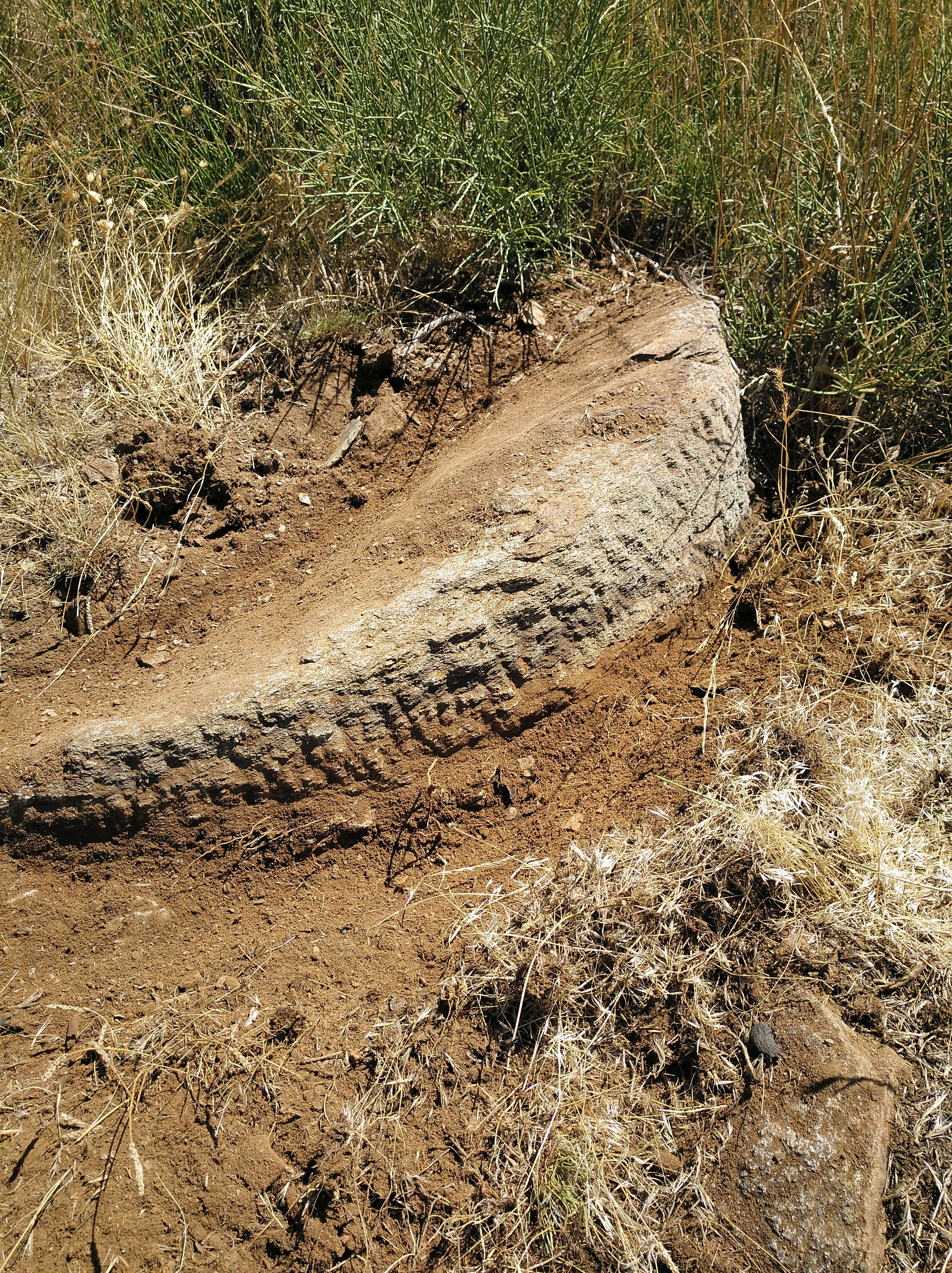
Piedra de molino enterrada

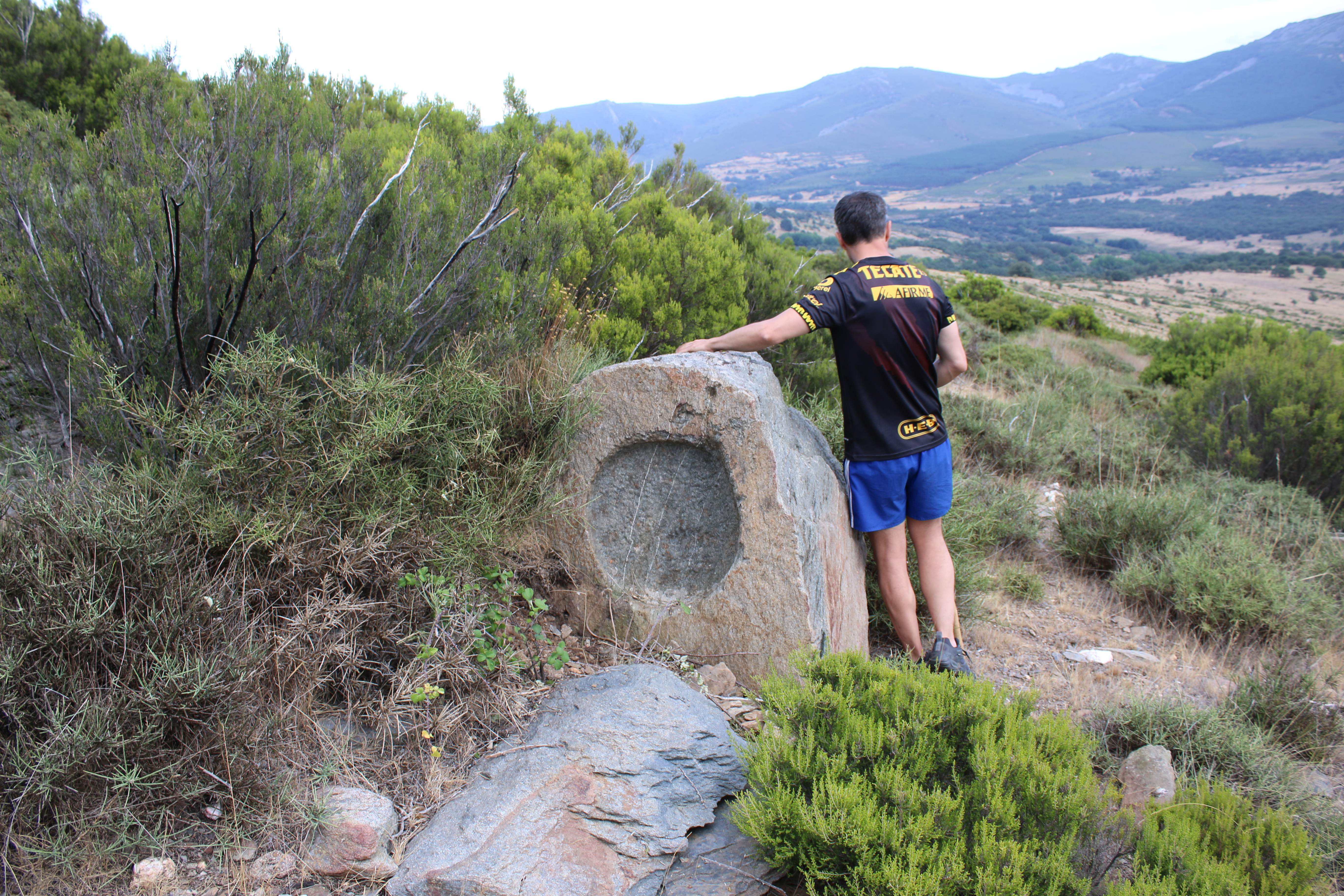
Cantera de piedra en Cunas

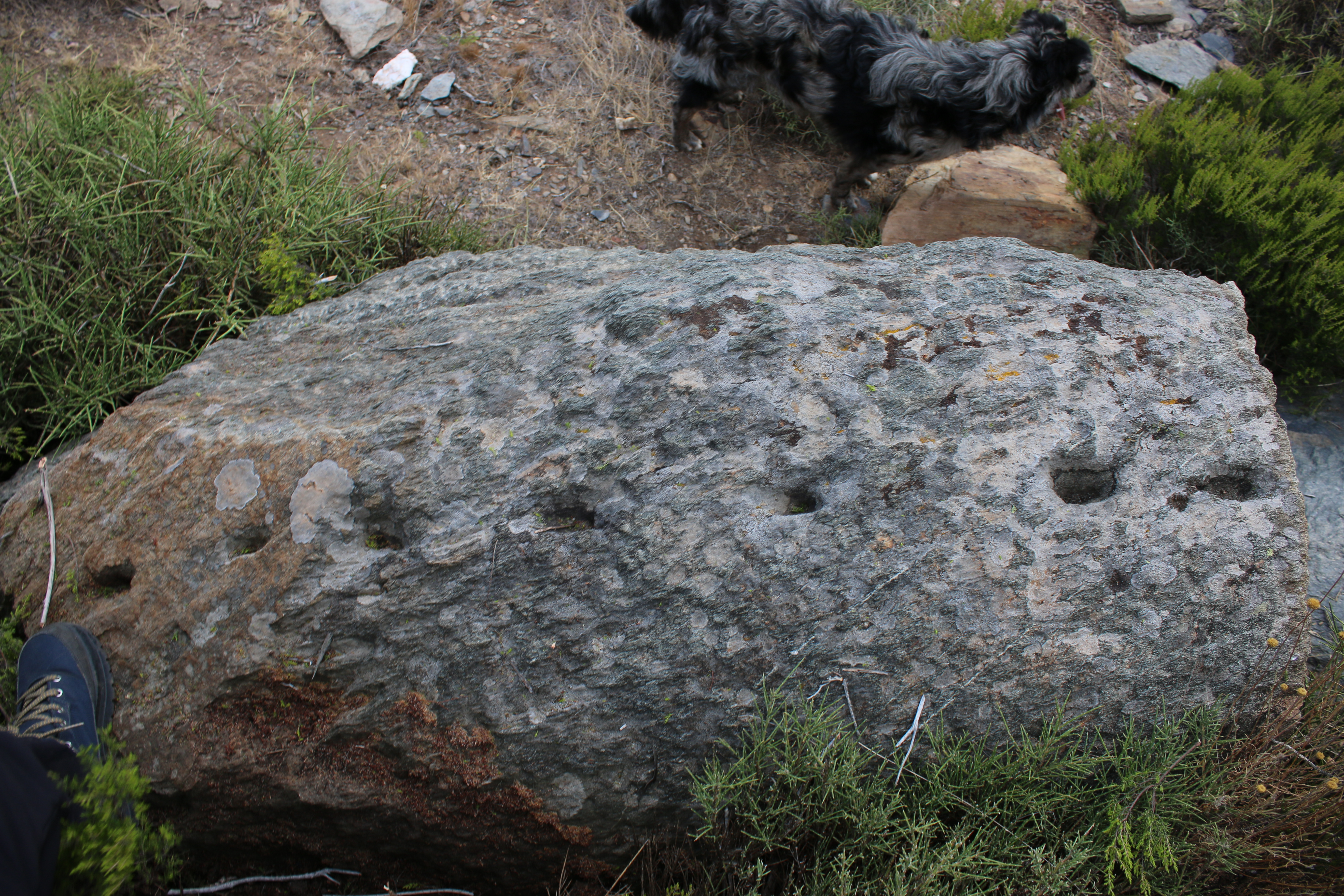

Cunas, el pueblo más antiguo de la comarca de la Cabrera, cuenta con varios restos arqueológicos notables. 
Antigua iglesia de Cunas (Sancte Marie de Cunes)
Entre ellos se encuentra la antigua iglesia, que fue reconvertida en cementerio.
La nueva iglesia en el centro del pueblo fue construida en el año 1801. La antigua iglesia, según los elementos arquitectónicos, como el arco ojival de estilo gótico de la puerta de entrada, podría haber sido edificada entre los siglos XIII y XV.  
Antiguo pueblo de Cunas

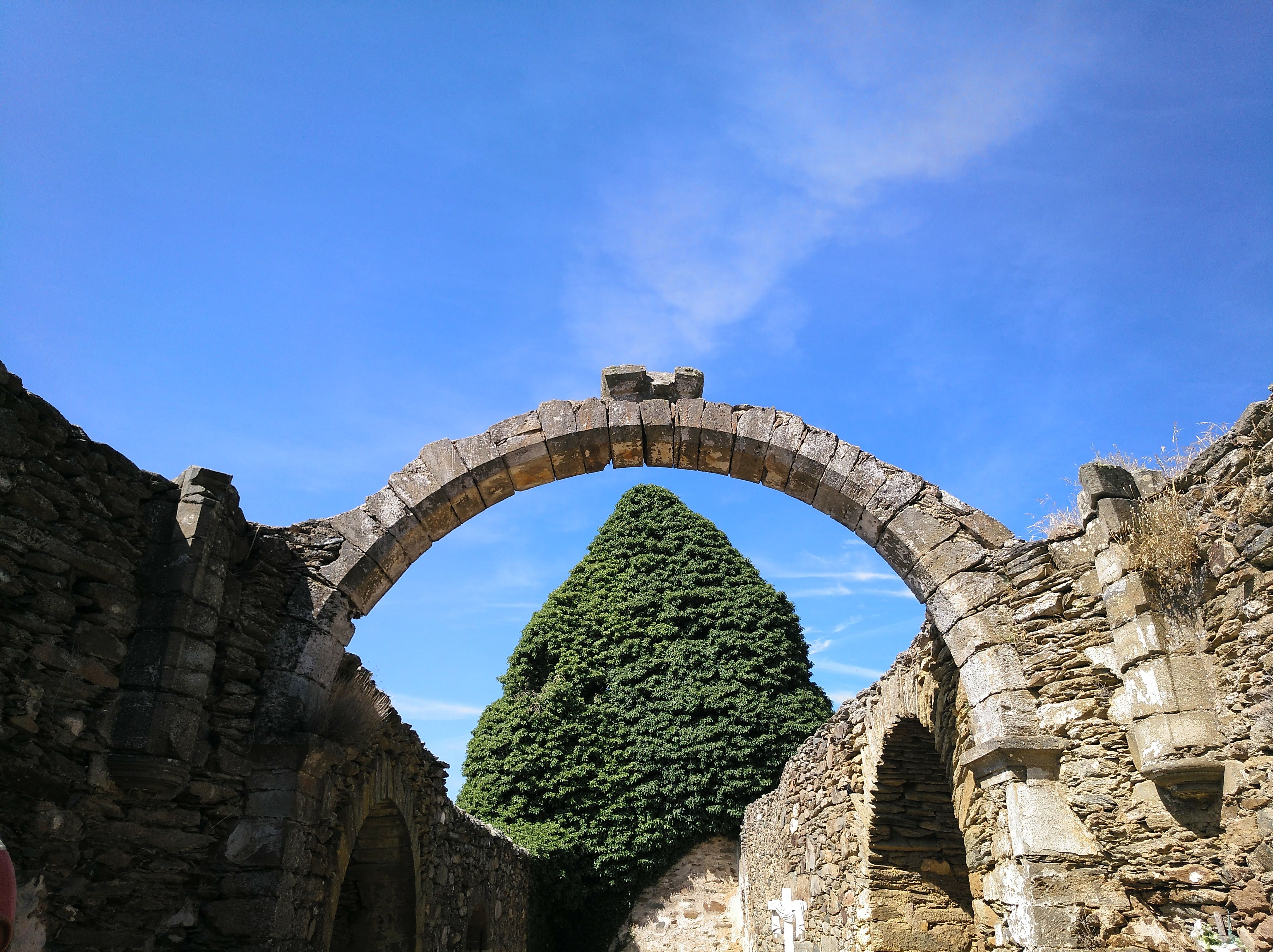
Arco antigua iglesia de Cunas

Según la tradición oral, el pueblo de Cunas se encontraba originalmente más arriba de su ubicación actual, cerca de la antigua iglesia, que se sitúa a unos 250 metros del pueblo actual.
El castro

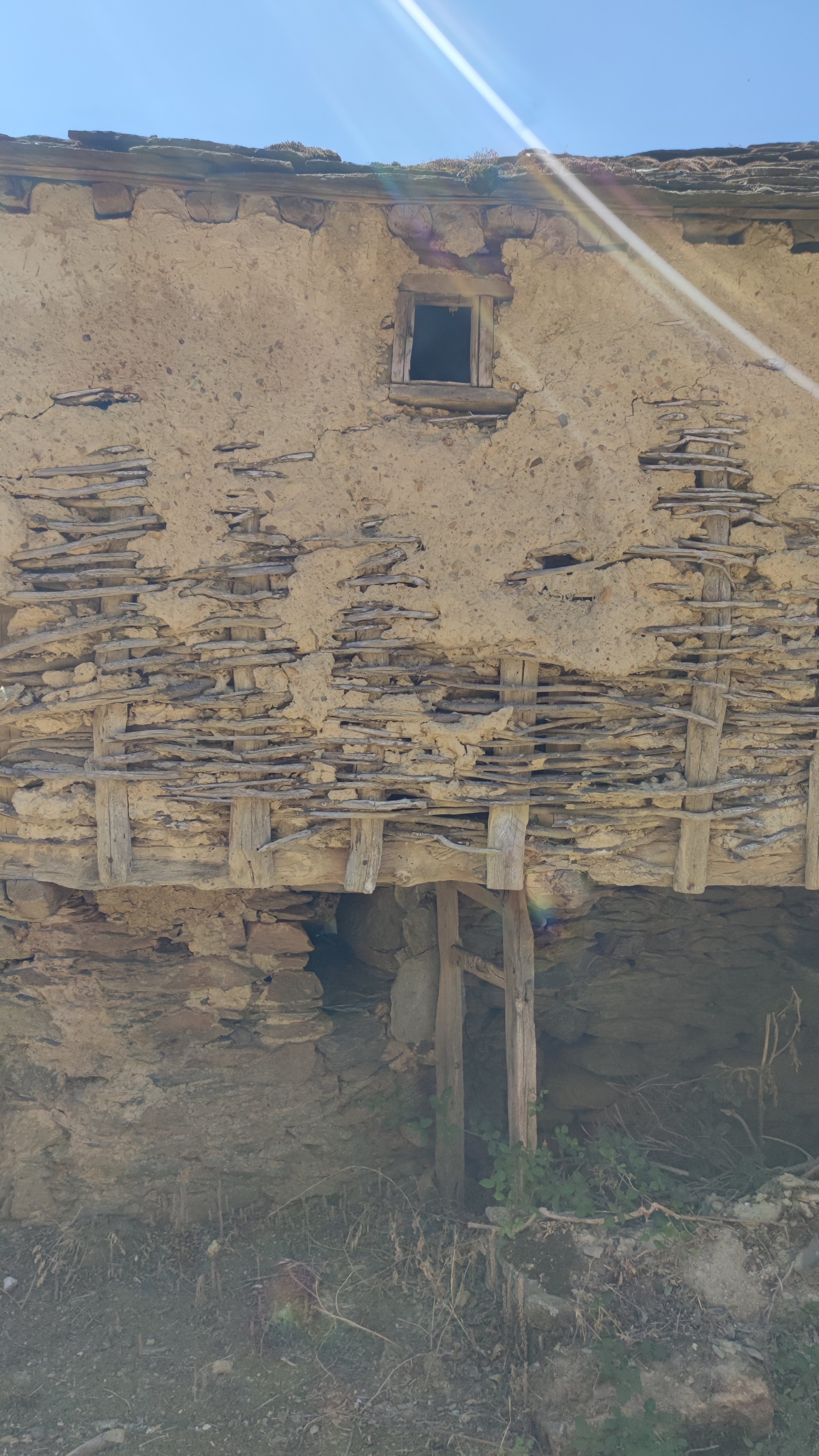
Construcción típica de paredes y tabiques en Cunas - La Cabrear León

El Castriello, situado al noroeste del pueblo de Cunas, debajo del pinar. Es un castro de forma de media luna, de unos 375 metros de perímetro y una superficie interior de unos 9000 metros cuadrados. La antigüedad o más detalles de este castro aún no han sido determinadas, ya que no se ha realizado ningún trabajo arqueológico en el lugar.
Cantera de piedra

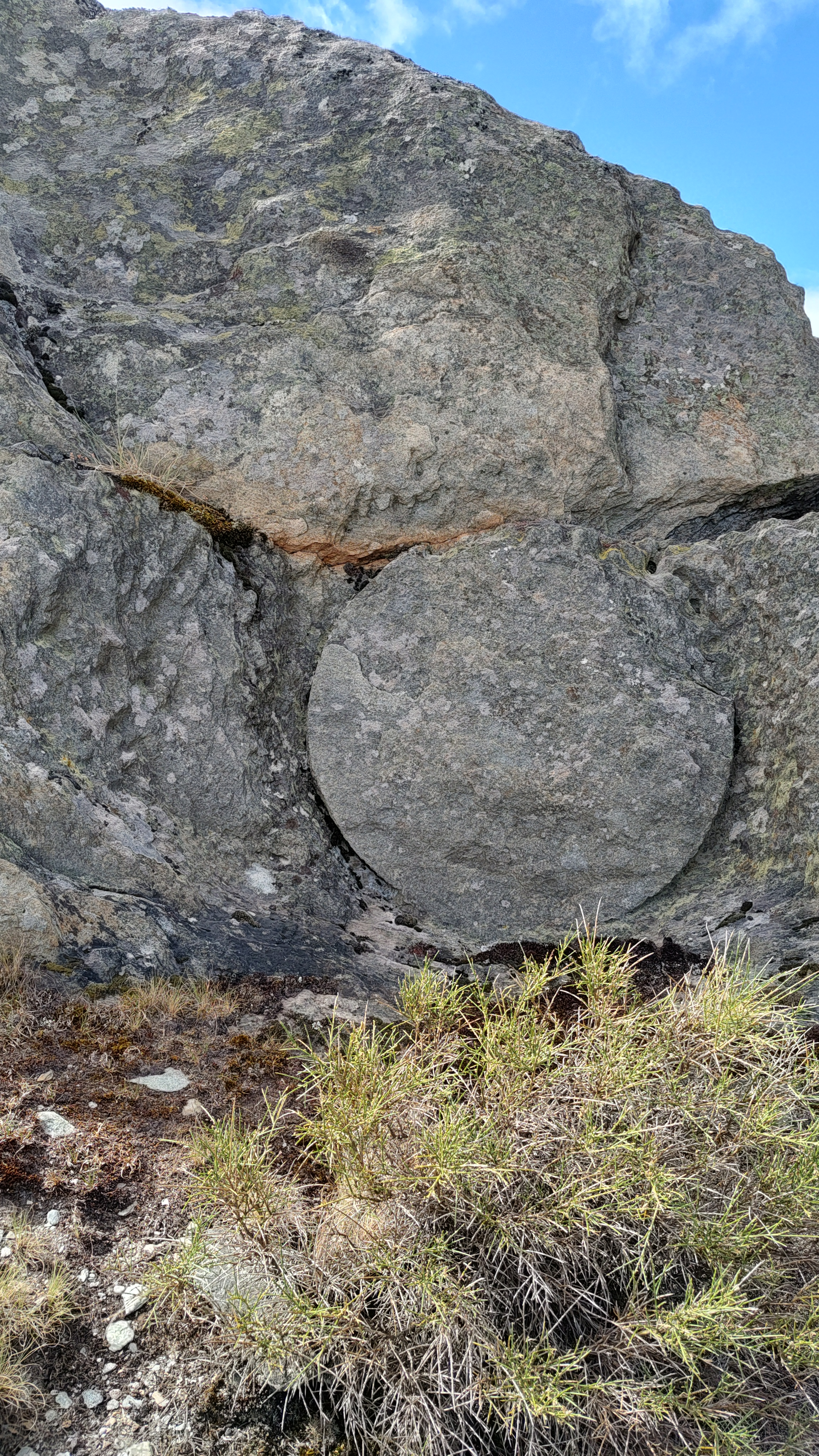

En la parte superior del pueblo, en la cima de la montaña, hay una cadena rocosa, que se llamada Peña las Cabras, se localiza una cantera de piedra, bastante desconocida, con decenas de ruedas de molino y otros elementos de piedra, que fueron abandonadas por rotura en el transporte o por rotura durante el proceso de cantería de la piedra. Además de más cientos de marcas de extracción de ruedas de molino. Por lo que debió ser un importante centro de producción de piedras de molino, posiblemente uno de los más importantes del noroeste de España. También hay muchas marcas de extracción en la cadena rocosa que se encuentra en la parte inferior derecha del pinar del pueblo.

## Ayuntamiento
Pertenece al municipio de Truchas que ocupa una extensión de 301,4 km² y este municipio está compuesto por 13 núcleos de población: Baillo, Corporales, La Cuesta, Cunas, Iruela, Manzaneda, Pozos, Quintanilla de Yuso, Truchas (cabeza del ayuntamiento), Truchillas, Valdavido, Villar del Monte y Villarino.
Recientemente se ha creado la Asociación Cultural de Cunas que nace con la idea de realizar actividades culturales, de ocio y de tiempo libre en la comarca de "La Cabrera" y de fomentar la relación entre todas las personas que aman esta tierra. 
Su página web es http://asociaciondecunas.es.tl

## Transportes y comunicaciones

### Autocar
Existe un autocar de línea con salida desde el cruce Cunas/Valdavido a las 07:07 y con regreso desde Astorga a las 18:00 con llegada a Cunas a las	19:53.